# Margareta Nilsdotter
Margareta Nilsdotter var abbedissa i Vadstena kloster från 1548 till 1553.

## Biografi
Under hennes ämbetstid stängdes klostrets manliga avdelning år 1549, och nunnorna fick året därpå flytta över till den gamla munklängan. Samtidigt övertogs klosterkyrkan av kronan och nunnorna fick i fortsättningen endast använda sig av munkarnas gamla kapell för sin gudstjänster. 1552 vandaliserades altaret av kalvinistiska spelmän under kungens bröllop med Katarina Stenbock.     